# 社会主义导向国家
社会主义导向国家（羅馬化：Strany sotsialisticheskoy oriyentatsii）是苏联的一个政治术语，指那些在后殖民时期被苏联认为已经在马克思列宁主义影响下接受社会主义思想的第三世界国家。因此，这些国家获得苏联大量的经济和军事援助。在苏联媒体中，这些国家也被称为“走在社会主义建设道路上的国家”（страны, идущие по пути строительства социализма）和“站在社会主义发展道路上的国家”（страны, стоящие на пути социалиcтического развития）。这些术语意在与“真正的社会主义国家”（按马克思列宁主义的定义）区分开来。
这一术语的使用部分源于苏联对二战后第三世界民族解放运动的重新评估，这一时期伴随着广泛的非殖民化和不结盟运动的兴起，以及尼基塔·赫鲁晓夫在苏共“二十大”上的秘密报告和苏联马克思主义的去斯大林化。早在1920年共产国际第二次代表大会上，关于反殖民斗争的讨论就已展开，当时争论的焦点在于：是应当与反帝国主义的民族资产阶级结盟（最初由弗拉基米尔·列宁主张），还是应当坚持纯粹的阶级路线，进行社会主义的、反封建的以及反帝国主义的斗争（如馬納本德·納特·羅易所主张）。在战后非殖民化时期的革命中（除了像越南革命那样由明确的无产阶级力量领导的情况），例如纳赛尔主义的崛起，最初被许多共产党人视为一种新形式的资产阶级民族主义，因此共产党人与民族主义者之间常常存在激烈冲突。然而，随着这些运动和政府采纳左翼经济政策，如国有化和（或）土地改革，并与苏联建立革命民族主义的国际联盟，共产党人开始重新评估这些运动的性质。这些运动不再被视为典型的资产阶级民族主义者，也不是完全的社会主义者，而是被视为提供了“非资本主义发展”的可能性，是“向社会主义过渡”的一条道路。在不同时期，这些国家包括阿尔及利亚、安哥拉、埃及、埃塞俄比亚、印度、利比亚、莫桑比克、南也门等许多国家。
在苏联政治学中，“社会主义导向”被定义为一种初级发展阶段，适用于那些拒绝资本主义、但尚不具备进行社会主义革命或发展的国家。基于这一判断，苏联有时使用了一个更为谨慎的同义词：“走非资本主义发展道路的国家”。1986年版的苏联非洲参考书中声称，大约三分之一的非洲国家正在走这条道路。
在一些被苏联定义为“社会主义导向”的国家（例如印度），这一说法遭到了新兴的毛派或亲中的团体（如印度共产党（马克思主义））的严厉批评。这些团体认为，这一理论是阶级合作主义的一种表现，是中苏交恶以及毛派对所谓“苏联修正主义”斗争的一部分。